# The Story Teller
The Story Teller es una pintura al óleo sobre lienzo de 1937 de la artista india nacida en Hungría Amrita Sher-Gil (1913-1941). En septiembre de 2023 estableció un récord como la obra de arte india de mayor precio vendida en una subasta a nivel mundial. Combinando elementos de influencias pahari y parisinas, la pintura representa a un grupo de mujeres de la aldea ocupadas con tareas ordinarias como masticar nuez de betel y agitar un abanico, sin preocuparse por su entorno, mientras se ve a un novillo husmeando entre ellas. Una mujer está sentada en una cama tradicional y cuenta historias con las mujeres sentadas en el suelo. Ubicado en un patio abierto, un hombre se encuentra en la periferia mirándolos.
Entre 1935 y 1941, Sher-Gil pintó principalmente en la India. Después de su gira de 1937 por el sur de la India, produjo un estilo artístico más clásico con su trilogía de pinturas del sur de la India, Bride's Toilet, Brahmacharis y South Indian Villagers Going to Market. Esto la hizo popular, aunque sintió que su trabajo fue en gran medida incomprendido. Criticada por retratar un lado oscuro de la India, fue al mismo tiempo elogiada por poner en primer plano la cuestión de las mujeres y la pobreza. La trilogía la había cansado y su siguiente serie de pinturas sería más pequeña, incluida The Story Teller, considerada por la propia Sher-Gil como una de sus 12 piezas más significativas.
La pintura se exhibió por primera vez en la exitosa exposición individual de noviembre de 1937 en el Hotel Faletti en Lahore, India británica. Allí, un crítico de arte describió su trabajo como simple y moderno. Fue comprado por Badruddin Tyabji. El historiador y crítico de arte Deepak Ananth consideró que Sher-Gil estaba «optando por una actitud menos grandiosa y más relajada hacia sus súbditos indios». Describió a las mujeres «no como figuras trágicas, sino como individuos que poseían conciencia de su destino y la capacidad de superarlo».

## Antecedentes

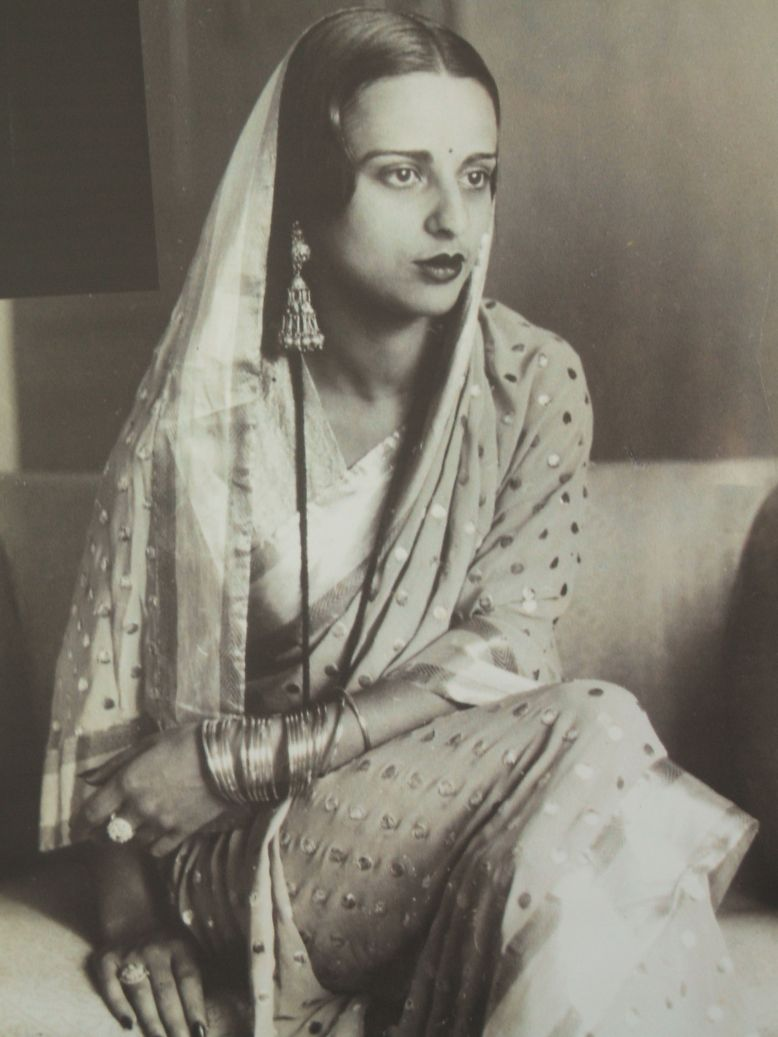
Amrita Sher-Gil.

Amrita Sher-Gil (30 de enero de 1913 - 5 de diciembre de 1941) fue una pintora húngara-india que fue declarada uno de los artistas del «Tesoro de Arte Nacional» de la India por el Servicio Arqueológico de la India en 1976. Según la Ley de Antigüedades y Tesoros Artísticos (1972), las obras de Sher-Gil en la India nunca pueden exportarse fuera del país. Fue la primera artista asiática en ganar una medalla de oro en pintura en la Escuela de Bellas Artes de París. El crítico de arte Richard Bartholomew señaló que ella jugó un papel importante en la configuración de la voz y la visión auténticas de la pintura india moderna.
Entre 1935 y 1941, Sher-Gil pintó principalmente en la India, donde viajó para exponer y vender sus pinturas. Pintó en Simla, donde vivían sus padres, en Saraya, Gorakhpur, donde su familia poseía una fábrica de azúcar, y en Amritsar y Lahore. Después de su gira de 1937 por el sur de la India, que incluyó una visita a las cuevas de Ajantā, produjo un estilo artístico más clásico con su trilogía de pinturas del sur de la India, Bride's Toilet, Brahmacharis y South Indian Villagers Going to Market. Se hizo popular, aunque sintió que su trabajo fue en gran medida incomprendido. Las pinturas revelan su sentido del color y su empatía por sus súbditos indios, quienes a menudo son representados en su pobreza y desesperación. Criticada por retratar un lado oscuro de la India, fue al mismo tiempo elogiada por poner en primer plano la cuestión de las mujeres y la pobreza. La trilogía la había cansado y su siguiente serie de pinturas, incluida The Story Teller, sería más pequeña.
La propia Sher-Gil eligió The Story Teller como una de sus 12 piezas más importantes y es ampliamente considerada como una de sus composiciones más sinceras y expresivas. Algunos de sus otros retratos femeninos de renombre incluyen Young Girls (1932), Three Girls (1935), Hill Women (1935) y Women on the Charpai (1940).

## Composición
The Story Teller es una pintura al óleo sobre lienzo, un arte figurativo que mide 59 cm por 79 cm. Fue pintado en octubre de 1937, tras la gira de Sher-Gil por el sur de la India, y el mismo mes en que su hermana Indira se casó con Kalyan Sundaram. Su firma y la fecha de octubre de 1937 se pueden ver en la esquina inferior derecha.
La pintura combina elementos de influencias pahari y parisinas. En el centro hay un grupo de mujeres de la aldea cómodamente ocupadas con tareas ordinarias como masticar nuez de betel y agitar un abanico, sin preocuparse por su entorno, mientras se ve a un novillo husmeando entre ellas. Una mujer está sentada en una cama tradicional, contando historias con las mujeres sentadas en el suelo a su alrededor. También hay otra vaca. Ubicado en un patio abierto, un hombre los observa desde detrás de una puerta.
La propia Sher-Gil le escribió a Karl Jamshed Khandalavala que esta pintura se encontraba entre sus obras recientes «hermosa como el color» Ella le dijo que le resultaba «muy reconfortante» pintar las vacas. Fue dentro de esta obra de arte donde se aventuró por primera vez en el ámbito de la representación de animales, una elección creativa que pronto se convirtió en un tema recurrente en su repertorio artístico.

## Respuestas
La pintura fue una de las 33 obras de Sher-Gil expuestas en su exposición individual en el Hotel Faletti en Lahore, India británica, celebrada del 21 al 27 de noviembre de 1937. Entre el 1 de marzo y el 26 de abril de 1970 se exhibió en Rabindra Bhawan, Delhi.
Charles Fabri, crítico de arte de la Civil and Military Gazette y presente en la exposición de Lahore de 1937, fue citado diciendo que «la obra de la Sra. Sher-Gil es esencialmente moderna sin ser fantástica. La simplificación y la comprensión de elementos esenciales importantes son la nota clave en la mayor parte de su trabajo y hay una cierta cualidad decorativa en la mayoría de sus lienzos. Sus temas más fascinantes son las mujeres y los niños».
El historiador y crítico de arte Deepak Ananth consideró que Sher-Gil estaba «optando por una actitud menos grandiosa y más relajada hacia sus súbditos indios». Describió a las mujeres «no como figuras trágicas, sino como individuos que poseían conciencia de su destino y la capacidad de superarlo». Subodh Gupta señala: «The Story Teller es una de las obras más importantes de Amrita Sher-Gil. Retrata a las mujeres, un tema común en su arte, que refleja su espíritu indomable y su dedicación a su oficio, que ha dejado una marca indeleble en la historia del arte indio. la convierte en un preciado tesoro nacional, un símbolo de empoderamiento y alguien cuyo trabajo marcó el comienzo de un profundo cambio social». El escultor indio Neeraj Gupta llama a la pintura «un retrato honesto y empático muy parecido a la propia artista».

## Récord de ventas
Badruddin Tyabji compró The Story Teller en 1937 en la exposición de Lahore. El 19 de septiembre de 2023, The Story Teller de Sher-Gil apareció en la Evening Sale: Modern Art de Saffronart, junto con más de 70 obras de artistas célebres, incluidos M. F. Husain, Vasudeo S. Gaitonde, Jamini Roy y F. N. Souza. Logró un notable precio de subasta de 61,8 millones de rupias, equivalente a 7,45 millones de dólares, para establecer un récord como la obra de arte india de mayor precio vendida en una subasta a nivel mundial en septiembre de 2023. The Hindu señaló que entre 2010 y 2020 el trabajo producido por mujeres representó aproximadamente el 2% de los casi doscientos mil millones de dólares gastados en subastas de arte, y respondió al récord diciendo que les fue «bien para las mujeres artistas que a menudo quedan fuera de las listas de facturación monopolizada por artistas masculinos en todo el mundo». Anteriormente, la obra de arte india más cara jamás vendida en una subasta fue el acrílico sobre lienzo Gestation (1989) de Sayed Haider Raza, que se vendió por 51,75 millones de rupias en la Casa de Subastas Pundole el 31 de agosto de 2023, siete años después de su muerte.